# 拉傑納格爾烏帕齊拉
拉傑納格爾是孟加拉国吉大港縣的一个乌帕齐拉，位於錫爾赫特专区的毛爾維巴扎爾縣。

## 人口
據1991年孟加拉國人口普查，拉傑納格爾共有戶數29,305戶，人口174280人。其中男性佔比50.66%，女性佔比49.34%；成年人口87,249人。該地7歲以上人口之平均識字率為27.2%。